# Vernassal
Vernassal – miejscowość i gmina we Francji, w regionie Owernia-Rodan-Alpy, w departamencie Górna Loara.
Według danych na rok 1990 gminę zamieszkiwały 314 osoby, a gęstość zaludnienia wynosiła 16 osób/km² (wśród 1310 gmin Owernii Vernassal plasuje się na 542. miejscu pod względem liczby ludności, natomiast pod względem powierzchni na miejscu 464.).